# Eumetriochroa kalopanacis
Eumetriochroa kalopanacis là một loài bướm đêm thuộc họ Gracillariidae. Loài này có ở Nhật Bản (Hokkaidō, Honshū).
Sải cánh dài 6.4-7.2 mm đối với dạng mùa thu và about 5.7 mm đối với dạng mùa hè.
Ấu trùng ăn Kalopanax pictus. Chúng ăn lá nơi chúng làm tổ.